# Evaristo Pérez Virasoro
Evaristo Pérez Virasoro (Mercedes, 18 de julio de 1870-Buenos Aires, 22 de diciembre de 1950) fue un profesor y político argentino, que se desempeñó como diputado nacional y senador nacional por la provincia de Corrientes. Fue también gobernador del Territorio Nacional de La Pampa entre 1933 y 1939 e interventor federal de la provincia de San Juan entre 1939 y 1941.

## Biografía

### Primeros años y carrera temprana
Nació en Mercedes (Corrientes) en 1870. Estudió profesorado normal en Paraná (Entre Ríos) y regresó a su provincia para ejercer como docente en la Escuela Normal de Goya, donde también fue director interino. Asimismo, en dicha localidad fue defensor de menores.
Miembro del Partido Liberal de Corrientes, en las elecciones legislativas de 1910 fue elegido diputado nacional. Renunció en 1912 para asumir como ministro de Gobierno del gobernador correntino Juan Ramón Vidal. Luego fue ministro de Hacienda e Instrucción Pública de Mariano Indalecio Loza y en 1914 regresó a la Cámara de Diputados de la Nación. Fue reelegido en 1918, finalizando su tercer período en 1922. En 1916, ocupó la vicepresidencia primera de la Cámara.
En 1925, fue elegido senador nacional por la provincia de Corrientes. Su mandato se extendía hasta 1934, pero fue interrumpido por el golpe de Estado de 1930. Durante el posterior gobierno de facto fue director del Banco Hipotecario Nacional.

### Gobernador de La Pampa
En 1933, el presidente Agustín P. Justo lo designó gobernador del Territorio Nacional de La Pampa, desempeñando el cargo hasta 1939.
En su gestión, buscó impulsar la obra pública (con caminos, puentes y balsas) y “afianzar la identidad nacional” en el nivel educativo, entre los hijos de inmigrantes, luego de denunciar que algunos establecimientos impartían clases de idioma alemán. Solicitó la creación de escuelas ante el gobierno nacional y se construyeron distintas dependencias policiales. Interesado en la asistencia sanitaria de los niños, se instalaron comedores escolares que recibieron ayuda gubernamental. También, estableció un hogar infantil y un centro maternal e infantil en 1937. Al año siguiente, se inauguró el Hospital Regional en la capital territorial. En 1935 realizó un censo territorial incluido en la memoria presentada al año siguiente ante el gobierno nacional sobre su gestión.
Tuvo una relación conflictiva con algunas comisiones municipales, destacándose en el caso de la capital Santa Rosa, resultando en su intervención. Además, durante su período hubo malas cosechas por sequías, acumulándose con inclemencias climáticas de años anteriores, lo que resultó en una caída de la población rural, de la actividad agrícola y de la superficie cultivada de trigo.

### Interventor de San Juan
En mayo de 1939, el presidente Roberto M. Ortiz lo designó interventor federal de la provincia de San Juan, desempeñando el cargo hasta 1941. Tenía la propuesta de realizar nuevas elecciones provinciales, luego de la anulación de las que se habían celebrado bajo su predecesor y también interventor Nicanor Costa Méndez debido a las denuncias de fraude del Partido Demócrata Nacional (ordenando además la incineración de los votos de esos comicios). Sin embargo, los tiempos se dilataron y no pudo concretar unas elecciones con resultados favorables al gobierno de Ramón S. Castillo, presentando su renuncia. En paralelo, se había realizado obra pública.

### Últimos años y fallecimiento
Tras su paso por San Juan, en 1941 fue designado vicedirector de Correos y Telégrafos.
Falleció en Buenos Aires en diciembre de 1950.